# Josefinum (Altenburg)

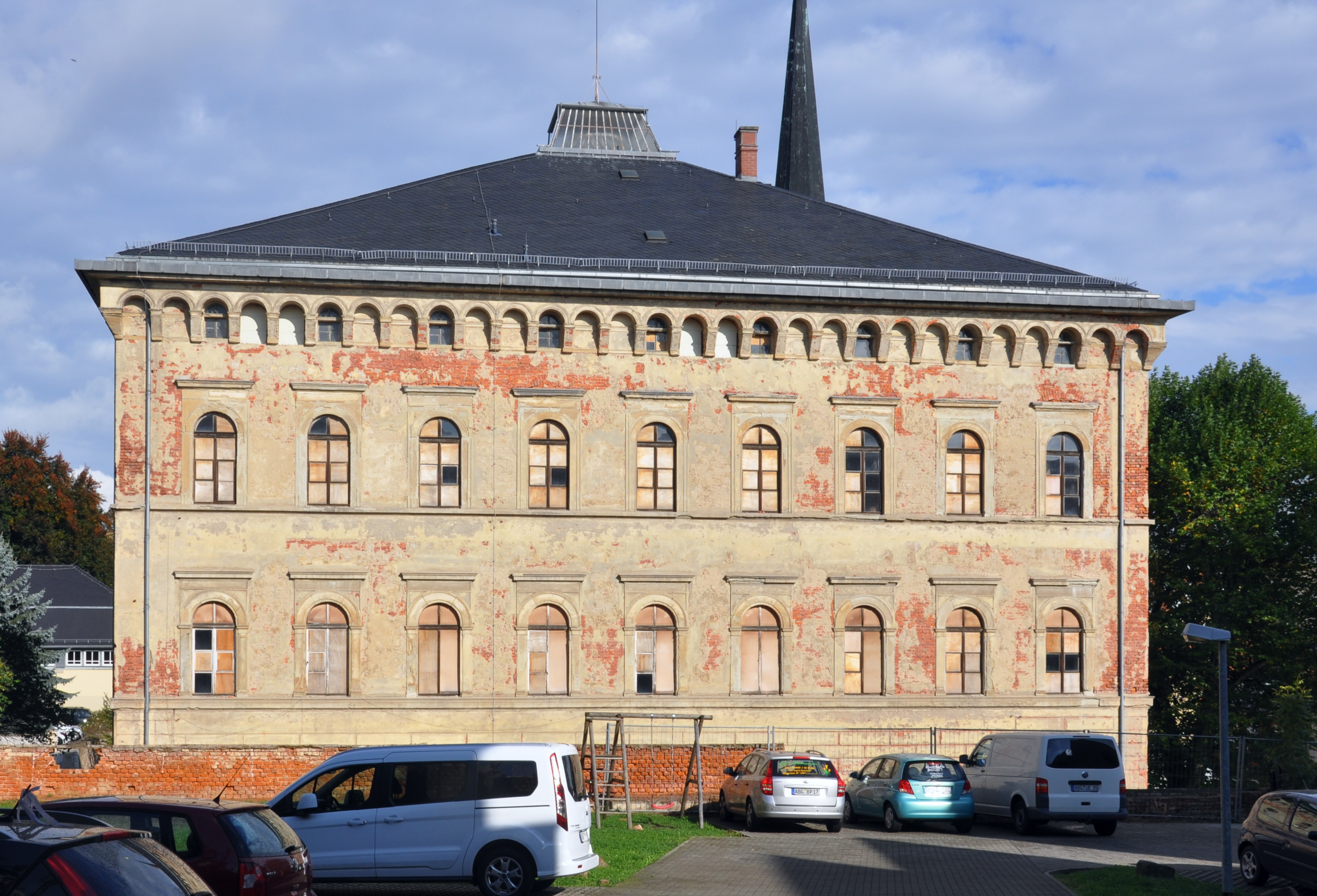
Rückansicht 2013

Das Josephinum ist ein Gebäude in Altenburg. Hier tagte 1848–1884 die Landschaft (Parlament) des Herzogtums Sachsen-Altenburg.

## Geschichte
Das vom Architekten Aemilius Schmidt geplante Josephinum wurde, im Auftrag des Herzogs Joseph von Sachsen-Altenburg, als Schulgebäude für das Friedrichsgymnasium erbaut. Da das Gymnasium, das 1729 auf dem Boden des alten Franziskanerklosters errichtet worden war, wegen der stark steigenden Schülerzahlen mehr Raumbedarf hatte, gab man dieses Gebäude der Kirchengemeinde Altenburg zurück und erwarb von der Kirche den dem Kloster gegenüberliegenden Bräuningsche Garten für 2.800 Taler und außerdem aus den Mitteln der herzoglichen Landesbank einen Teil des südlich anstoßenden Bernhardischen Garten, um ein neues Schulgebäude zu errichten.
Am 28. Juni 1838, dem Geburtstag der Herzogin Amalie von Sachsen-Altenburg, wurde der Grundstein zum neuen Josephinum als „Denkmal der hochsinnigen Fürsorge des Herzogs Joseph“ gelegt. Am 1. November 1841 eröffnet es nach dreijähriger Bauzeit, die Kosten betrugen ungefähr 40.000 Taler. Vom 21. März 1848 bis 1884 diente die Aula als Sitzungssaal der Landschaft (Parlament) des Herzogtums Sachsen-Altenburg.

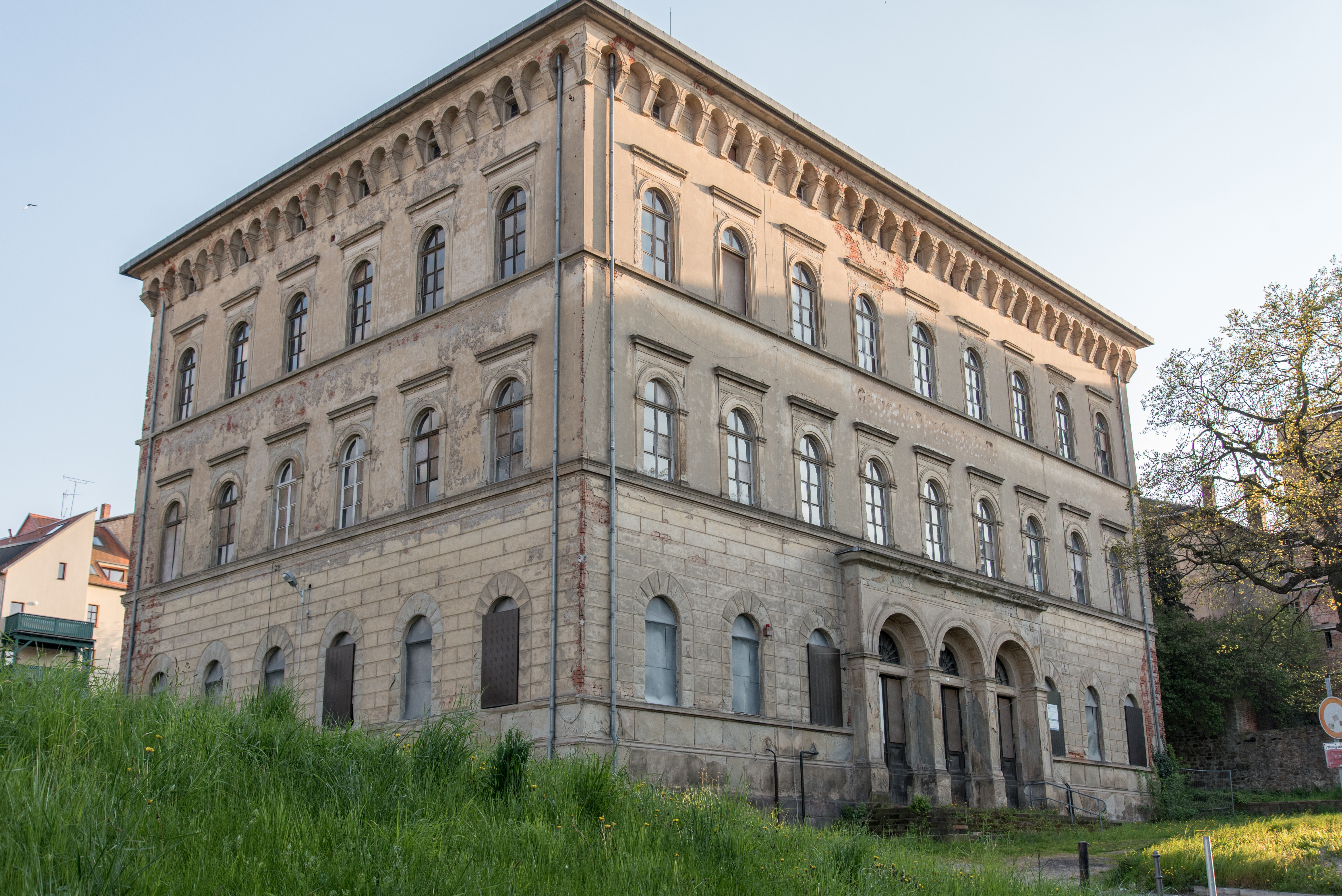
Vorderansicht 2016

1909 zog das Herzogliche Friedrich-Gymnasium um und das Gebäude wurde von der Real- und Vorschule des Ernst-Real-Gymnasiums weitergenutzt. 
Von 1918 bis 1920 war im Josephinum das Parlament des Freistaates Sachsen-Altenburg untergebracht, das mit der Gründung des Landes Thüringen aufgelöst wurde. Von 1920 bis 1945 befand sich im Haus eine Mädchenberufsschule mit dem Namen „Gewerbliche Berufsschule“. Anschließend wurde das Gebäude von 1946 bis 1974 als kommunale Berufsschule genutzt. Ab 1974 bis 1990 befand sich der Sitz der Leitung der Gesellschaft für Sport und Technik und der Kampfgruppenzentrale (KG) der Stadt Altenburg im Gebäude. 
Das Gebäude steht seit 1997 leer und wird derzeit saniert.
Im Herbst 2027 soll es unter dem Namen „Yosephinum – Erlebe die Kraft des Spielens“ als eine multimediale Spieleerlebniswelt neu eröffnet werden. In drei Erlebnisbereichen soll man künftig erfahren können, welche Kraft das „Spielen“ in unserer Gesellschaft entfalten kann.